# بيتوباستيس الثالث
بيتوباستيس الرابع (المعروف أيضًا باسم بتوباستيس) كان حاكمًا مصريًا محليًا في أواخر الأسرة المصرية السادسة والعشرون وبداية العصر الفارسي الأول. 
يُعد من الشخصيات الغامضة في تاريخ مصر القديمة، وقد قاد تمردًا ضد الإمبراطورية الأخمينية خلال فترة حكم قمبيز الثاني ودارا الأول. 
وتشير الأدلة الأثرية والنقوش المكتشفة في واحة الداخلة إلى أنه اتخذ ألقابًا ملكية مصرية وحاول تثبيت شرعيته كفرعون، لكن حكمه كان قصير الأمد وانتهى بهزيمته على يد الفرس.

## السيرة الذاتية
كان بيتوباستيس أميرًا محليًا، وربما أحد أعضاء الأسرة السادسة والعشرين. 
سعى إلى فرض سيطرته على مصر وانتزاع الحكم. 
وعلى الرغم من أنه اتخذ الألقاب الملكية لملوك مصر، إلا أنه يظل شخصية غامضة وغير معروفة بشكل كبير في التاريخ المصري.

## الحفريات والأدلة الأثرية
أشارت الحفريات في أمهيدا بواحة الداخلة إلى أن بيتوباستيس ربما اتخذ مقرًّا ملكيًا خاصًا به هناك، في موقع بعيد عن وادي النيل الخاضع آنذاك للسيطرة الفارسية. 
وقد وُجدت بعض الكتل الحجرية من معبد تحوت تحمل نقوشًا منسوبة إليه، إلى جانب ألقابه الملكية شبه الكاملة.  
ومن هذا الموقع، يُرجَّح أن بيتوباستيس نصب كمينًا وهزم ما يُعرف بـ جيش قمبيز المفقود، الذي وصفه هيرودوت في كتابه التواريخ.

## التتويج والتمرد
بعد ذلك بوقت قصير، وصل بيتوباستيس إلى منف حيث تُوِّج رسميًا ملكًا، وتبنّى ألقابًا ملكية على نمط الأسرة السادسة والعشرين السابقة.  
ويُحتمل أنه استفاد من حالة الاضطراب بعد موت قمبيز الثاني واغتصاب بارديا للعرش. 
ووفقًا لـ بوليينوس، فإن الضرائب القمعية التي فرضها المرزبان أريانديس كانت السبب المباشر للثورة.

## التمرد في المصادر الفارسية واليونانية
يذكر نقش بيستون حدوث تمرد في مصر تزامن مع تمردات أخرى في الإمبراطورية الأخمينية. 
غير أن دارا الأول لم يقدّم تفاصيل حول كيفية تعامله مع هذا التمرد.  
ويذكر بوليينوس أن داريوس دخل منف أثناء الحداد على وفاة العجل أبيس، 
ووعد بمكافأة لمن يعثر على عجل مقدس جديد، مما أكسبه تعاطف المصريين.

## الهزيمة والإرث
في النهاية، هُزم بيتوباستيس على يد داريوس، الذي رسّخ سيطرته على الواحات الغربية عبر حملة من الأعمال 
مثل تشييد معبد هيبس في واحة الخارجة. 
كما يُرجَّح أنه محا الأدلة المرتبطة ببيتوباستيس بما في ذلك معبد أمهيدا.